# Thoracaphis jici
Thoracaphis jici är en insektsart. Thoracaphis jici ingår i släktet Thoracaphis och familjen långrörsbladlöss. Inga underarter finns listade i Catalogue of Life.